# H.E.R.

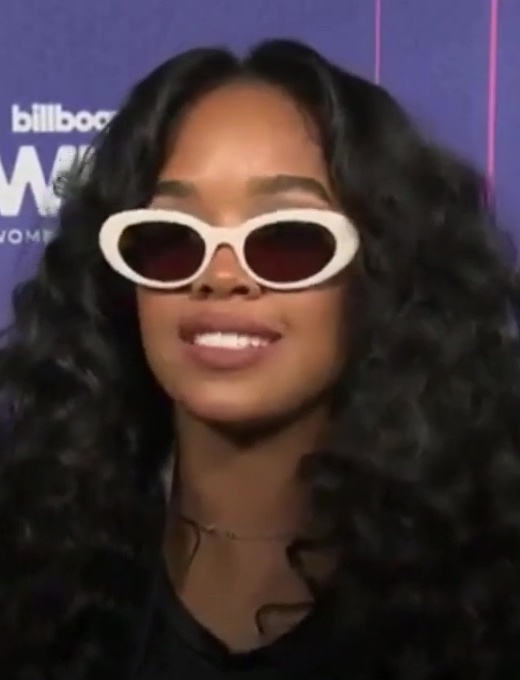
H.E.R. (maart 2022)

Gabriella Sarmiento Wilson (Vallejo, 27 juni 1997), beter bekend als H.E.R. (uitgesproken als her, acroniem voor Having Everything Revealed), is een Amerikaanse R&B-zangeres. Ze heeft een Academy Award, een Children's and Family Emmy Award en vijf Grammy Awards gewonnen, en werd genomineerd voor een Golden Globe Award, drie American Music Awards en vier Billboard Music Awards.

## Biografie
Nadat ze aanvankelijk onder haar geboortenaam had opgenomen, nam ze in 2016 de artiestennaam H.E.R. aan en tekende ze bij RCA Records om in september van dat jaar haar debuut extended play (ep), H.E.R. Volume 1, uit te brengen. Het werd gevolgd door vier daaropvolgende ep's, waarvan de eerste twee deel uitmaakten van haar titelloze compilatiealbum (2017), dat piekte op nummer 23 in de Billboard 200 en, van vijf totale nominaties, twee Grammy Awards won tijdens de 61e Grammy Awards voor Best R&B Album en Best R&B Performance voor haar single Best Part (met Daniel Caesar). Ze was toen ook genomineerd voor de Grammy Award voor Best New Artist. In 2019 zong ze mee op het nummer I Don't Want Your Money van Ed Sheeran, dat verscheen op zijn album No.6 Collaborations Project en op de single Slow Down van Skip Marley. Haar tweede compilatiealbum, I Used to Know Her (2019), werd met een vergelijkbaar commercieel succes ontvangen en ontving eveneens vijf Grammy Award-nominaties op de 62e Grammy Awards, waaronder Album van het Jaar en Song van het Jaar voor de single Hard Place, maar won geen Awards.  Het album werd opgenomen in de in 2020 vernieuwde The 500 Greatest Albums of All Time van Rolling Stone.
In 2020 zong ze mee op de single One Second van Stormzy. In 2021 won ze haar derde Grammy Award voor Song of the Year met haar op George Floyd protest geïnspireerde single I Can't Breathe. Datzelfde jaar won haar nummer Fight for You - uitgebracht voor de film Judas and the Black Messiah - de Academy Award voor Best Original Song tijdens de 93ste Oscaruitreiking, en won ze de Grammy Award voor Best Traditional R&B Performance tijdens de 64e Grammy Awards en kreeg ook zeven andere nominaties. Haar debuutstudioalbum, Back of My Mind (2021), werd lovend ontvangen en piekte op nummer zes in de Billboard 200. In 2022 won ze de Children's and Family Emmy Award voor haar bijdragen aan de geanimeerde kinderserie We the People van Barack en Michelle Obama.
Voor haar rol in The Color Purple van Blitz Bazawule uit 2023 ontving ze samen met de andere leden van de cast een nominatie voor de Screen Actors Guild Award voor een uitstekende prestatie door een cast in een film. Ook in 2023 was ze een van de artiesten die optrad tijdens de Halfway Show tijdens de Super Bowl LVIII.